# Cymatellopsis
Cymatellopsis là một chi nấm trong họ Marasmiaceae of mushrooms. Đây là chi đơn loài, chứa một loài Cymatellopsis ilmiana, được tìm thấy ở phía đông Africa.